# Championnat du Liban de basket-ball
Le championnat du Liban de basket-ball, également nommé FLB League ou BANKMED FLB League du nom de son sponsor, est une compétition de basket-ball qui représente au Liban le sommet de la hiérarchie du basket-ball. Le championnat existe depuis 1992. Ce championnat regroupe 10 équipes.

## Historique
Les années 1990 voit la prépondérance du Club Sagesse (Beyrouth). Porte-drapeau des Chrétiens du Liban, le club parvient à fédérer les Chrétiens toutes tendances politiques sous l'impulsion du magnat de la presse Antoine Choueiri, le club truste alors les titres de Championnat de 1999 à 2004 (ajoutés à la Coupe arabe des clubs champions en 1998 et 1999, et la Coupe d'Asie des clubs champions en 1999, 2000 et 2004).
C'est alors que le Riyadi Club Beyrouth construit une équipe capable de rivaliser avec la Sagesse en comptant sur le soutien financier de Rafic Hariri (homme politique libanais musulman sunnite). Ce dernier désire briser la domination « chrétienne » et recrute chez son adversaire, symbolisé par l'arrivée de Walid Doumiaty, adulé par les supporters de la Sagesse puis détesté lors de son passage au Riyadi. Le Riyadi parvient à prendre le dessus sur la Sagesse pour remporter sept titres d'affilée entre 2005 et 2011 mais ne parvient pas à rassembler le même élan de sympathie que la Sagesse.
Ce duel, appelé le « Derby de Beyrouth », prend au début des années 2000 une grande place en raison des enjeux politiques entre les deux confessions chrétienne et sunnite, le basketball devenant alors l'un des sports les plus suivis au Liban.
En 2013, le basket libanais connaît de graves tensions où les politiques continuent d'interférer dans les affaires des clubs. Cela est symbolisé par le club d'Amchit. Ce dernier, présidé par le fils du président de la République libanaise usant de son influence politique, refuse de disputer un match du quart de finale du Championnat contre Champville SC à la date fixée par la fédération. Pour cela, le club ferme alors les portes de son stade lors de la venue de Champville et décide de mener l'affaire au tribunal civil. Cela contrevient au règlement de la FIBA qui interdit à tout club ou pays de recourir à la justice civile pour trancher dans un litige ayant rapport avec le basket-ball. Parallèlement, le club d'Amchit  refuse également de signer la charte exigée par la FIBA et le club de Mouttahed intervient dans le procès intenté par Amchit contre la Fédération.  La FIBA décide alors de suspendre Fédération libanaise de basket-ball et d'exclure tout club libanais de compétitions internationales.
En 2014, les tensions sont toujours palpables puisque le derby entre la Sagesse et Riyadi constituant le match 4 de la finale 2014 fut émaillé de nombreux incidents durant ce match (injures, propos racistes, cris de la foule, erreurs d'arbitrages) et fut ponctué par une bagarre générale entre les deux équipes à laquelle prirent part les supporters, les membres de la fédération et forces de l'ordre. Ce match fut remporté 69-61 par la Sagesse qui égalise à 2-2. La fédération décide alors de reporter le match 5 sans prendre encore de décision concernant les sanctions puis le Ministère de l'Intérieur décide de reporter sine die la rencontre. Finalement sans l'aval politique, la fédération maintient les matchs de la finale. Disputé devant des gradins vides, Riyadi remporte les deux matchs suivants (88-82; 57-50) et célèbre son 23e titre.
En 2017-2018, un nouveau derby Beyrouth fut annoncé lors que l'équipe Beyrouth est promu du championnat libanais, et fut une surprise:l'équipe arrive en semi-finale avant d'être éliminé par son nouveau rival, Riyadi, qui échoue à gagner son titre au profit du club arménien de Homentmen qui, avec Champville, sont les seules à avoir gagné le championnat autre que la Sagesse et la Riyadi.
La saison 2018-2019 va être dure pour les deux grandes équipes car, Champville, Beirut et Homentmen ont fait un reshuffle de leurs équipes une équipe des 'Ferzzles' arrive d'une façon choquante et va encore rendre la tâche difficile pour toutes les équipes présentes.

## Équipes
- Antranik Beyrouth
- Beirut Club
- Champville SC
- Club Sagesse
- Club Antonin Sportif
- Club Central Jounieh
- Club Mayrouba
- Homenetmen Beyrouth
- Hoops Club
- National Sports Academy
- Riyadi Club Beyrouth
- Tadamon Hrajel

## Palmarès
| Saison    | Champion             | Finaliste            | 3e place             |
| --------- | -------------------- | -------------------- | -------------------- |
| 1992-1993 | Riyadi Club Beyrouth | Kahraba Zouk         |                      |
| 1993-1994 | Club Sagesse         | Kahraba Zouk         |                      |
| 1994-1995 | Riyadi Club Beyrouth | Kahraba Zouk         |                      |
| 1995-1996 | Saison annulée       |                      |                      |
| 1996-1997 | Riyadi Club Beyrouth | Tadamon Zouk         |                      |
| 1997-1998 | Club Sagesse         | Tadamon Zouk         |                      |
| 1998-1999 | Club Sagesse         | Tadamon Zouk         | Antranik Beyrouth    |
| 1999-2000 | Club Sagesse         | Antranik Beyrouth    | Champville SC        |
| 2000–2001 | Club Sagesse         | Riyadi Club Beyrouth | Champville SC        |
| 2001–2002 | Club Sagesse         | Champville SC        | Riyadi Club Beyrouth |
| 2002–2003 | Club Sagesse         | Riyadi Club Beyrouth | Antranik Beyrouth    |
| 2003–2004 | Club Sagesse         | Champville SC        | Blue Stars           |
| 2004–2005 | Riyadi Club Beyrouth | Club Sagesse         | Blue Stars           |
| 2005–2006 | Riyadi Club Beyrouth | Club Sagesse         | Blue Stars           |
| 2006–2007 | Riyadi Club Beyrouth | Blue Stars           | Champville SC        |
| 2007–2008 | Riyadi Club Beyrouth | Al Mouttahed Tripoli | Club Sagesse         |
| 2008-2009 | Riyadi Club Beyrouth | Al Mouttahed Tripoli | Club Sagesse         |
| 2009-2010 | Riyadi Club Beyrouth | Champville SC        | Hoops Club           |
| 2010-2011 | Riyadi Club Beyrouth | Champville SC        | Al Mouttahed Tripoli |
| 2011-2012 | Champville           | Anibal Zahlé         | Riyadi Club Beyrouth |
| 2012-2013 | Saison annulée       |                      |                      |
| 2013-2014 | Riyadi Club Beyrouth | Club Sagesse         | Amchit Club          |
| 2014-2015 | Riyadi Club Beyrouth | Byblos Club          | Club Sagesse         |
| 2015-2016 | Riyadi Club Beyrouth | Club Sagesse         | Al Mouttahed Tripoli |
| 2016-2017 | Riyadi Club Beyrouth | Homenetmen Beyrouth  | Byblos Club          |
| 2017-2018 | Homenetmen Beyrouth  | Riyadi Club Beyrouth | Beirut Club          |
| 2018-2019 | Riyadi Club Beyrouth | Beirut Club          | Champville SC        |
| 2019-2020 | Saison annulée       |                      |                      |
| 2020-2021 | Riyadi Club Beyrouth | Champville           | Atlas Ferzol         |
| 2021-2022 | Beirut Club          | Riyadi Club Beyrouth | Dynamo Club          |
| 2022-2023 | Riyadi Club Beyrouth | Dynamo Club          | Club Sagesse         |
| 2023-2024 | Riyadi Club Beyrouth | Club Sagesse         | Homenetmen Beyrouth  |
| 2024-2025 | Riyadi Club Beyrouth | Club Sagesse         | Beirut Club          |

## Bilan par club
| Club                 | Ville        | Titres | Années |
| -------------------- | ------------ | ------ | --- |
| Riyadi Club Beyrouth | Beyrouth     | 19     | 1993, 1995, 1997, 2005, 2006, 2007, 2008, 2009, 2010, 2011, 2014, 2015, 2016, 2017, 2019, 2021, 2023, 2024, 2025 |
| Club Sagesse         | Beyrouth     | 8      | 1994, 1998, 1999, 2000, 2001, 2002, 2003, 2004                                                                   |
| Homenetmen Beyrouth  | Beyrouth     | 1      | 2018 |
| Beirut Club          | Beyrouth     | 1      | 2022 |
| Champville SC        | Dik El Mehdi | 1      | 2012 |